# Associazione Calcio Mantova 2006-2007
Questa voce raccoglie le informazioni riguardanti l'Associazione Calcio Mantova nelle competizioni ufficiali della stagione 2006-2007.

## Stagione
Nella stagione 2006-2007 il Mantova, sempre affidato a Domenico Di Carlo disputa il campionato di Serie B, con 64 punti ottiene l'ottava posizione.  Niente Play-off per i virgiliani, perché tra la terza e la quarta in classifica, ci sono più dei nove punti che prescrive il regolamento. Il Mantova resta in corsa per disputarli fino all'ultima partita, ma anche un eventuale successo a Rimini, non sarebbe bastato, se il Piacenza non ha vinto a Trieste, riducendo il gap dal Genoa, trascinando così ai Play-off le inseguitrici. Quindi con Juventus e Napoli sale il Genoa. Il Mantova si accontenta del buon torneo disputato, dell'impresa di aver battuto la Juventus (1-0) al Martelli il 15 gennaio, davanti a 15.000 spettatori, una Juventus spedita in Serie B dalla vicenda Calciopoli, ma imbattuta da 15 mesi. L'idolo del pubblico virgiliano è Tano Caridi una mezza-punta capace di segnare 2 reti in Coppa Italia e 11 reti in campionato. Nella Coppa Italia nel primo turno i biancorossi hanno superato (1-2) il Novara, mentre escono dal torneo nel secondo turno, superati dal Modena (5-4) dopo i calci di rigore.

## Rosa
| N. |                   | Ruolo | Calciatore         |
| -- | ----------------- | ----- | ------------------ |
| 1  | Italia (bandiera) | P     | Mirko Bellodi      |
| 2  | Italia (bandiera) | A     | Federico Arduini   |
| 3  | Italia (bandiera) | D     | Davide Mezzanotti  |
| 4  | Italia (bandiera) | C     | Manuel Spinale     |
| 5  | Italia (bandiera) | D     | Mattia Notari      |
| 6  | Italia (bandiera) | D     | Luca Franchini     |
| 7  | Italia (bandiera) | A     | Cristian Altinier  |
| 8  | Italia (bandiera) | C     | Stefano Mondini    |
| 9  | Italia (bandiera) | A     | Gabriele Graziani  |
| 10 | Italia (bandiera) | C     | Gaetano Caridi     |
| 11 | Italia (bandiera) | C     | Vincenzo Sommese   |
| 14 | Italia (bandiera) | C     | Claudio Grauso     |
| 16 | Italia (bandiera) | C     | Marcello Olivetti  |
| 17 | Italia (bandiera) | A     | Federico Coppiardi |

| N. |                   | Ruolo | Calciatore         |
| -- | ----------------- | ----- | ------------------ |
| 18 | Italia (bandiera) | C     | Fabrizio Avanzini  |
| 19 | Italia (bandiera) | C     | Massimo Brambilla  |
| 20 | Italia (bandiera) | D     | Alessandro Doga    |
| 21 | Italia (bandiera) | D     | Federico Rizzi     |
| 22 | Italia (bandiera) | P     | Pierluigi Brivio   |
| 23 | Italia (bandiera) | D     | Valerio Di Cesare  |
| 25 | Italia (bandiera) | C     | Alberto Creati     |
| 30 | Italia (bandiera) | A     | Marco Bernacci     |
| 31 | Italia (bandiera) | D     | Damiano Zugno      |
| 32 | Italia (bandiera) | A     | Alessandro Noselli |
| 33 | Italia (bandiera) | C     | Emiliano Tarana    |
| 39 | Italia (bandiera) | D     | Nicola Donazzan    |
| 55 | Italia (bandiera) | D     | Filippo Cristante  |
| 72 | Italia (bandiera) | D     | Stefano Sacchetti  |
| 88 | Italia (bandiera) | P     | Alex Valentini     |
| 99 | Italia (bandiera) | A     | Denis Godeas       |

## Risultati

### Campionato

#### Girone di andata
| Arbitro: | Herberg (Messina) |

|                  |           |             |
| Floro Flores 57’ | Marcatori | 62’ Noselli |

| Arbitro: | Velotto (Grosseto) |

|                                |           |              |
| Caridi 54’ (rig.) Graziani 82’ | Marcatori | 15’ Ferrante |

| Arbitro: | Bergonzi (Genova) |

|                              |           |  |
| Giacomazzi 28’ Osvaldo 90+1’ | Marcatori |  |

| Arbitro: | Orsato (Schio) |

|                                            |           |  |
| Caridi 10’ (rig.) Bernacci 38’ Noselli 56’ | Marcatori |  |

| Trieste 2 ottobre 2006, ore 20:45 5ª giornata | Triestina       | 0 – 0 referto | Mantova | Stadio Nereo Rocco (7 619 spett.)\| Arbitro: \| Salati (Trento) \| |
| Arbitro:                                      | Salati (Trento) |               |         |                                                                    |

| Arbitro: | Squillace (Catanzaro) |

|                         |           |  |
| Tarana 54’ Bernacci 60’ | Marcatori |  |

| Arbitro: | Pierpaoli (Firenze) |

|              |           |              |
| Gorzegno 48’ | Marcatori | 74’ Bernacci |

| Arbitro: | Pantana (Macerata) |

|  |           |                                 |
|  | Marcatori | 15’ Bellucci 88’ L. Della Rocca |

| Arbitro: | Banti (Livorno) |

|              |           |                    |
| Beghetto 22’ | Marcatori | 32’ (aut.) Lorenzi |

| Arbitro: | Bertini (Arezzo) |

|                                             |           |                                             |
| Bernacci 16’ 41’ Doga 27’ (rig.) Caridi 35’ | Marcatori | 34’ (rig.) Salvetti 54’ F. Virdis 64’ Pellè |

| Brescia 11 novembre 2006, ore 16:00 11ª giornata | Brescia           | 0 – 0 referto | Mantova | Stadio Mario Rigamonti (4 949 spett.)\| Arbitro: \| Herberg (Messina) \| |
| Arbitro:                                         | Herberg (Messina) |               |         |                                                                          |

| Arbitro: | De Marco (Chiavari) |

|             |           |  |
| Sommese 45’ | Marcatori |  |

| Arbitro: | Girardi (San Donà di Piave) |

|                      |           |              |
| Margiotta 51’ (rig.) | Marcatori | 71’ Altinier |

| Mantova 2 dicembre 2006, ore 16:00 14ª giornata | Mantova            | 0 – 0 referto | Bari | Stadio Danilo Martelli (7 125 spett.)\| Arbitro: \| Velotto (Grosseto) \| |
| Arbitro:                                        | Velotto (Grosseto) |               |      |                                                                           |

| Mantova 9 dicembre 2006, ore 16:00 15ª giornata | Mantova                 | 0 – 0 referto | AlbinoLeffe | Stadio Danilo Martelli (11 097 spett.)\| Arbitro: \| Zanzi (Lugo di Romagna) \| |
| Arbitro:                                        | Zanzi (Lugo di Romagna) |               |             |                                                                                 |

| Perugia 16 dicembre 2006, ore 16:00 16ª giornata | Napoli            | 0 – 0 | Mantova | Stadio Renato Curi\| Arbitro: \| Celi (Campobasso) \| |
| Arbitro:                                         | Celi (Campobasso) |       |         |                                                       |

| Arbitro: | Trefoloni (Siena) |

|                 |           |  |
| Doga 17’ (rig.) | Marcatori |  |

| Arbitro: | Salati (Trento) |

|  |           |                                        |
|  | Marcatori | 18’ Mezzanotti 55’ Sommese 77’ Noselli |

| Arbitro: | Giannoccaro (Lecce) |

|                  |           |  |
| Kovač 53’ (aut.) | Marcatori |  |

| Arbitro: | Tagliavento (Terni) |

|                  |           |               |
| De Rosa 17’, 52’ | Marcatori | 90+3’ Spinale |

| Arbitro: | Palanca (Roma) |

|                                 |           |                 |
| Di Cesare 26’ Caridi 70’ (rig.) | Marcatori | 11’ Moscardelli |

#### Girone di ritorno
| Arbitro: | Salati (Trento) |

|            |           |           |
| Godeas 15’ | Marcatori | 54’ Vigna |

| Pescara 10 febbraio 2007, ore 15:00 23ª giornata | Pescara       | 0 – 0 referto | Mantova | Stadio Adriatico\| Arbitro: \| Ciampi (Roma) \| |
| Arbitro:                                         | Ciampi (Roma) |               |         |                                                 |

| Arbitro: | Celi (Campobasso) |

|                                          |           |  |
| Caridi 44’ Bernacci 62’ Noselli 66’, 87’ | Marcatori |  |

| Arbitro: | Mazzoleni (Bergamo) |

|                      |           |             |
| Cariello 44’ Bau 56’ | Marcatori | 90’ Spinale |

| Arbitro: | Damato (Barletta) |

|            |           |                       |
| Tarana 24’ | Marcatori | 67’ (rig.) Allegretti |

| Vicenza 10 marzo 2007, ore 15:00 27ª giornata | Vicenza            | 0 – 0 referto | Mantova | Stadio Romeo Menti (6 000 spett.)\| Arbitro: \| Pantana (Macerata) \| |
| Arbitro:                                      | Pantana (Macerata) |               |         |                                                                       |

| Mantova 13 marzo 2007, ore 15:00 28ª giornata | Mantova            | 0 – 0 referto | Spezia | Stadio Danilo Martelli (6 908 spett.)\| Arbitro: \| Velotto (Grosseto) \| |
| Arbitro:                                      | Velotto (Grosseto) |               |        |                                                                           |

| Arbitro: | Farina (Novi Ligure) |

|                |           |            |
| Bellucci 90+2’ | Marcatori | 5’ Noselli |

| Mantova 21 marzo 2007, ore 20:30 30ª giornata | Mantova                 | 0 – 0 referto | Treviso | Stadio Danilo Martelli (7 213 spett.)\| Arbitro: \| Zanzi (Lugo di Romagna) \| |
| Arbitro:                                      | Zanzi (Lugo di Romagna) |               |         |                                                                                |

| Arbitro: | Pieri (Lucca) |

|            |           |             |
| Sabato 82’ | Marcatori | 55’ Spinale |

| Arbitro: | Palanca (Roma) |

|                        |           |                |
| Caridi 69’, 82’ (rig.) | Marcatori | 19’ Possanzini |

| Arbitro: | Brighi (Cesena) |

|                                |           |                                        |
| Olivi 7’ Cacia 22’ (rig.), 26’ | Marcatori | 27’ Caridi 33’, 42’ (rig.), 75’ Godeas |

| Arbitro: | Squillace (Catanzaro) |

|              |           |                       |
| Altinier 91’ | Marcatori | 29’ (aut.) Mezzanotti |

| Arbitro: | Romeo (Verona) |

|  |           |                   |
|  | Marcatori | 78’ (rig.) Caridi |

| Arbitro: | Herberg (Messina) |

|                                   |           |               |
| R. Colombo 61’ Ruopolo 69’ (rig.) | Marcatori | 90+4’ Noselli |

| Arbitro: | Messina (Bergamo) |

|            |           |  |
| Caridi 47’ | Marcatori |  |

| Arbitro: | Trefoloni (Siena) |

|                            |           |                             |
| Campedelli 84’ Longo 90+3’ | Marcatori | 7’ (rig.) Caridi 23’ Godeas |

| Arbitro: | Gava (Conegliano) |

|  |           |                     |
|  | Marcatori | 52’ Turati 87’ Babú |

| Arbitro: | Romeo (Verona) |

|                          |           |  |
| Trezeguet 55’ Nedved 73’ | Marcatori |  |

| Arbitro: | Giannoccaro (Lecce) |

|              |           |  |
| Tarana 90+4’ | Marcatori |  |

| Arbitro: | Rosetti (Torino) |

|               |           |            |
| Jeda 42’, 55’ | Marcatori | 75’ Godeas |

### Coppa Italia

#### Prima Fase
| Arbitro: | Girardi (San Donà di Piave) |

|                |           |                         |
| M. Vieri 90+3’ | Marcatori | Caridi 69’ Graziani 90’ |

| Arbitro: | Messina (Bergamo) |

|                                         |                      |                                      |
| Tisci 26’                               | Marcatori            | Caridi 76’                           |
| Sforzini Tisci Campedelli Luisi Pinardi | Tiri di rigore 5 – 4 | Doga Sacchetti Caridi Tarana Noselli |